# Meledonus californicus
Meledonus californicus är en tvåvingeart som först beskrevs av Daniel William Coquillett 1895.  Meledonus californicus ingår i släktet Meledonus och familjen parasitflugor. Inga underarter finns listade i Catalogue of Life.